# Motu One (Sällskapsöarna)

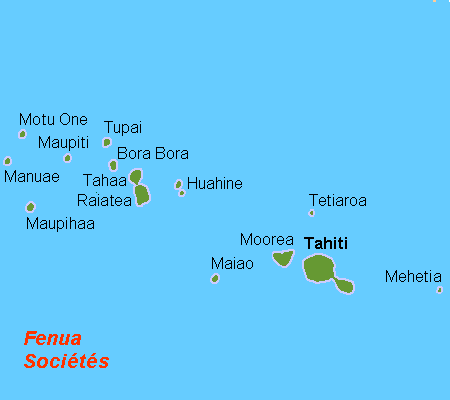
Översiktskarta

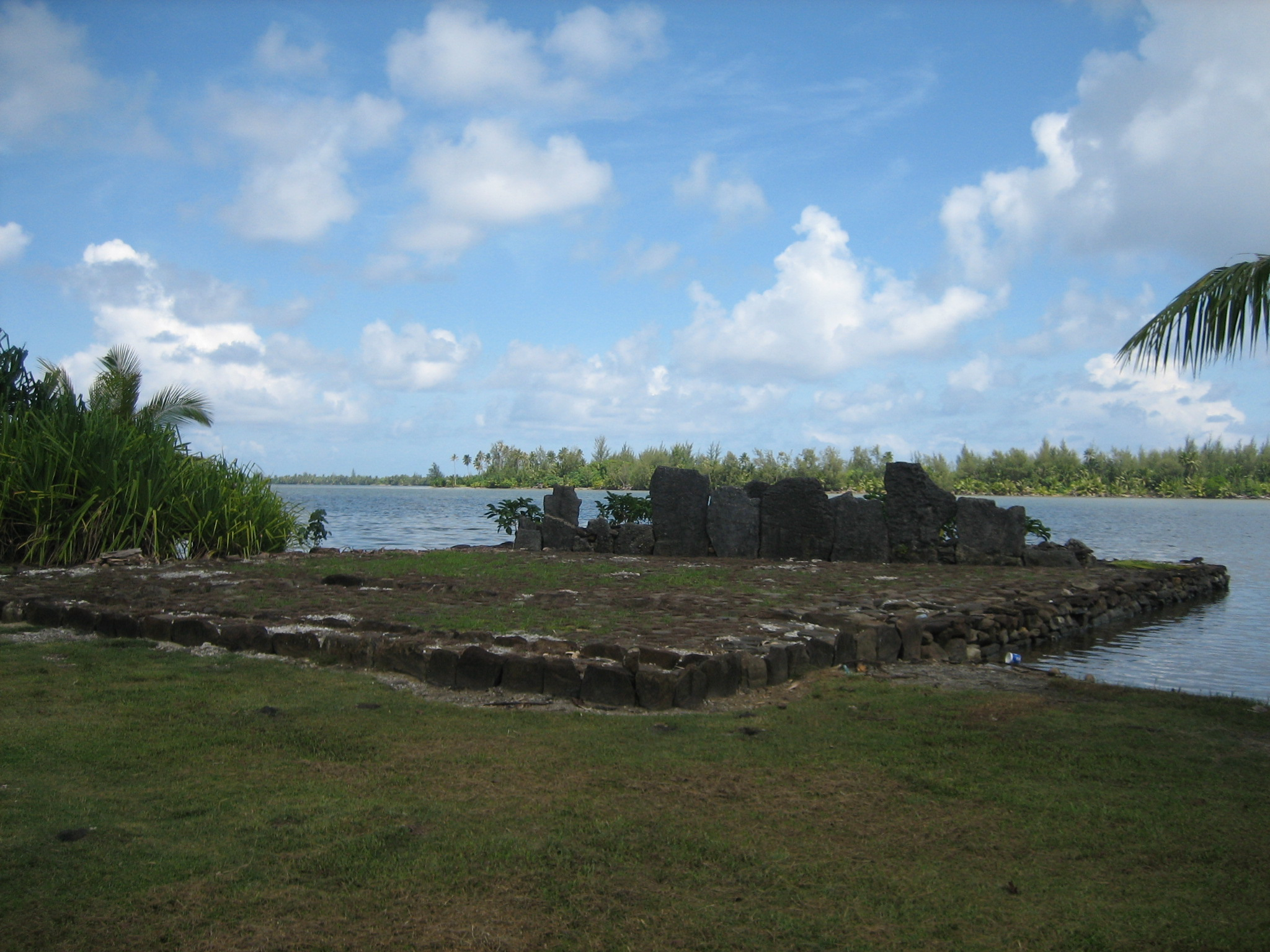
Motu One

Motu One (franska: île Motu One), tidigare Bellinghausen, är en ö i Franska Polynesien i Stilla havet.

## Historia
Motu One har troligen alltid varit obebodd. Ön upptäcktes 1824 av Otto von Kotzebue som namngav atollen för att hedra den ryske upptäcktsresande Fabian von Bellingshausen. 1903 införlivades ön tillsammans med övriga öar inom Franska Polynesien i det nyskapade Établissements Français de l'Océanie (Franska Oceanien).

## Geografi
Motu One-atollen ligger i ögruppen Sällskapsöarna och ligger ca 380 km nordväst om Tahiti. Ön har en area om ca 3 km² och är obebodd. Högsta höjden är endast några m ö.h. och huvudön omgev av ett rev med ytterligare 5 motus (småöar) i lagunen innanför.